# THE SUN AND THE MOON
「THE SUN AND THE MOON」（ザ・サン・アンド・ザ・ムーン）は、日本のロック・バンド、HUSKING BEEの2枚目のシングル。1999年10月6日発売。
シングルではバンド唯一のオリコントップ10入り曲となっている。

## 収録曲
1. THE SUN AND THE MOON
2. STILL IN THE SAME PLACE?
3. 後に跡
バンド初となった日本語による楽曲。
4. FACE THE SUNFLOWER

## 参加ミュージシャン
- コーラス：Asuka(Water Closet)